# Kenji Sekido
Kenji Sekido (jap. 関戸 健二; * 7. Januar 1990 in der Präfektur Kanagawa) ist ein japanischer Fußballspieler.

## Karriere
Kenji Sekido erlernte das Fußballspielen in der Universitätsmannschaft der Ryutsu Keizai University. Seinen ersten Vertrag unterschrieb er 2012 bei Fagiano Okayama.  Der Verein aus Okayama, einer Hafenstadt in der Präfektur Okayama auf Honshū, der Hauptinsel von Japan, spielte in der zweithöchsten Liga des Landes, der J2 League. Bisher bestritt er für den Klub 195 Zweitligaspiele.